# میگ-۱

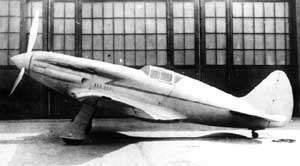
میگ-۱ ساخت کارخانه هواپیماسازی میکویان

میکویان-گورویچ میگ-۱ (به روسی: Микоян-Гуревич МиГ-1) یکی از جنگنده‌های شوروی در طی جنگ جهانی دوم بود که توسط دفتر طراحی میگ ساخته شده بود. اگر چه کنترل آن بسیار سخت می‌نمود، اما از آن برای پایه‌ریزی میگ-۳ استفاده گردید، هواپیمایی که ثابت کرد توانایی ایفای نقش به‌عنوان هواپیمای رهگیر بلند پرواز را دارد و همین امر سبب کسب شهرت و وجهه جهانی برای تولید طراحانش شد.

## تاریخچه
میگ-۱ در پاسخ به نیاز جبهه‌ها و درخواست نیروی هوایی شوروی در ماه ژانویه ۱۹۳۹به جنگنده‌ای با موتور خطی ساخته شد. درابتدا هواپیما طراحی شده توسط تیم ساخت پولیکارپف، I-۲۰۰نام نهاده شد و کار خود را در ژوئن ۱۹۳۹، تحت نظارت و کنترل نیکولای پولیکارپف و دستیارش تتیویکین آغاز نمود. پولیکارپف شخصاً به استفاده از موتورهای رادیال علاقه داشت، به همین دلیل در آن زمان طرح را بر اساس نقشه I-۱۸۰ ساخته شده توسط خودش پیش برد، اما زمانی که موتور خطی پرقدرت میکولین AM-۳۷ ساخته شد او تصمیم به استفاده از موتور جدید در جنگنده در حال ساخت گرفت.
تصمیم درستی که وی در این زمان گرفت موجب ساخت کوچک‌ترین هواپیمای ممکن در آن زمان شد، به موجب آن توانست از وزن و پسای آن بکاهد، که در واقع فلسفه اصلی ساخت هواپیماهای کوچک بود. همانطوری‌که پیش‌بینی می‌شد، هواپیما قادر بود تا به سرعت ۶۷۰ کیلومتر بر ساعت برسد. در اوت ۱۹۳۹ کم کم از محبوبیت پولیکارپف نزد استالین کاسته شد. در نتیجه، وقتی پولیکارپف در نوامبر ۱۹۳۹ برای بازدید از کارخانه صنایع هوایی آلمان از شوروی خارج شد، مسئولان وقت تصمیم به پراکنده کردن تیم ساخت وی گرفتند و نهاد جدیدی را بنام بخش ساخت آزمایشی یا OKO تأسیس کردند، که توسط میکویان و گورویچ رهبری می‌شد با این وجود آن‌ها تا ژوئن ۱۹۴۰ به کار بر روی پروژه پولیکارپف ادامه دادند. تحقیقات آتی موجب طراحی I-۲۰۰ شد که البته نتوانست شهرتی را که سازندگانش در سال‌ها بعد به‌دست آوردند برای خود کسب کند.
در نهایت، تحقیقات منجر به ساخت هواپیمایی کاملاً متعارف گردید که اگرچه نیروی محرک در نظر گرفته شده برای آن بموقع حاضر نشد اما طبق برنامه در ۵ آوریل ۱۹۴۰ هواپیما به پرواز در آمد. در واقع، هواپیما توسط نیروی محرکه AM-۳۵ که کمی ضعیفتر بود به پرواز در آمد با این حال شوروی توانست رکورد سرعت را بشکند. با این وجود هرگز به سرعتی که در ابتدای کار برای آن در نظر گرفتند نرسید. در ۳۱ می۱۹۴۰، موتور I-۲۰۰ به سرعت در خط تولید قرار گرفت. برخلاف دیگر طرح‌های رقیب مانند I-۲۶(یاک-۱) و I-۳۰۱(LaGG-۳)، I-۲۰۰ آزمایش‌های مورد نظر را در ماه اوت با موفقیت پشت سر نهاد. با پایان سال، این مدل به اسکادران‌ها جهت آزمایش تحویل داده شد. در اینجا بود که معلوم شد Wing Loading (وزن غیر خالص هواپیما تقسیم بر سطح زیر آن) بالا در هواپیمای کوچک تولید مشکلات آزار دهنده در هدایت و کنترل هواپیما می‌کند، مشکلاتی که شامل واماندگی و چرخش و کاهش پایداری در مسیر حرکت می‌شدند.
میکویان و گورویچ به محض اطلاع از این مشکلات در صدد رفع این نقایص بر آمدند و تغییرات بسیاری را در طرح اعمال کردند. آن‌ها همچنین با افزودن به حجم باک برد هواپیما را افزایش دادند. هواپیمای بهینه شده در ۲۹ اکتبر ۱۹۴۰ به پرواز در آمد. از ۹ دسامبر ۱۹۴۰، بر طبق سیستم نامگذاری جدید، ۱۰۰ فروند اول از I-۲۰۰ را میگ-۱ نام نهادند، بعد از اولین تجربه میکویان و گورویچ در ساخت هواپیما هواپیمای پیشرفته بعدی آنها، میگ-۳ نام نهاده شد.

## کشورهای بکار گیرنده
شوروی

## مشخصات میگ-۱

### مشخصات عمومی
- خدمه: یک نفر
- طول: ۱۶.۸ متر
- طول بال‌ها: ۲۰.۱ متر
- ارتفاع: ۶۲.۲ متر
- مساحت بال: ۵۰۱۷ متر مربع
- وزن خالص: ۲۶۰۲ کیلوگرم
- وزن ناخالص: ۳۰۹۹ کیلوگرم
- حداکثر وزن هنگام برخاستن: ۳۳۱۹ کیلوگرم
- نیروی محرک: یک موتور Mikulin AM-۳۵ خنک شونده با مایعات: ۱۳۵۰ اسب بخار

### عملکرد
- حداکثر سرعت : ۶۵۷ کیلومتر بر ساعت
- برد : ۵۸۰ کیلومتر
- سقف پرواز : ۱۲۰۰۰ متر
- میزان صعود: ۸/۱۶ متر بر ثانیه
- نسبت وزن کل به مساحت یال: ۱۷۷ کیلوگرم بر متر مربع
- توان بر جرم : ۳۲/۰ کیلو وات بر کیلوگرم

### جنگ افزار
- یک مسلسل بی اس ۷/۱۲ میلی متری
- دو عدد مسلسل اس اچ کا اس ۶۲/۷ میلی متری